# (25302) Niim
(25302) Niim (1998 XW3) – planetoida z pasa głównego asteroid okrążająca Słońce w ciągu 5,33 lat w średniej odległości 3,05 j.a. Odkryta 9 grudnia 1998 roku.